# Johann Georg Ahle
Œuvres principales
- Johan Georg Ahlens musikalisches Gespräche

Johann Georg Ahle (né à Mühlhausen en juin 1651 - mort dans la même ville le 2 décembre 1706), est un compositeur allemand, organiste, théoricien et musicien d'église protestant.

## Biographie
Son père, Johann Rudolph Ahle, lui fournit le début de sa formation musicale. À l'âge de 23 ans, il succède à son père au poste d'organiste à Saint-Balsius à Mühlhausen − après sa mort, Johann Sebastian Bach lui succèdera.
En 1671, son premier livre d'airs est publié, Neues Zehn Geistlicher Arien. Toutes les copies de cette œuvre sont désormais perdues, mais un fragment subsiste.
Il a, comme son père, été conseiller municipal de Mühlhausen. En 1680, il est nommé poète lauréat par l'empereur Léopold Ier.

## Œuvres
L’œuvre la plus connue de Ahle est le traité théorique Johan Georg Ahlens musikalisches Gespräche (1695-1701), publié en quatre volumes. Ses œuvres, dont beaucoup sont perdues, comprenaient musique sacrée et œuvres chorales, ainsi que des chansons et des intermèdes musicaux.